# Grant County (Nebraska)
Grant County ist ein County im Bundesstaat Nebraska der Vereinigten Staaten. Der Verwaltungssitz (County Seat) ist Hyannis.

## Geographie
Das County liegt im mittleren Westen von Nebraska, ist im Südwesten etwa 120 km von Colorado, im Norden etwa 110 km von South Dakota entfernt und hat eine Fläche von 2029 Quadratkilometern, wovon 18 Quadratkilometer Wasserfläche sind. Es grenzt im Uhrzeigersinn an folgende Countys: Cherry County, Hooker County, Arthur County, Garden County und Sheridan County.

## Geschichte
Grant County wurde 1884 gebildet. Benannt wurde es nach General Ulysses S. Grant.
Ein Ort im County ist im National Register of Historic Places eingetragen (Stand 11. Februar 2018), das Hotel DeFair.

## Demografische Daten

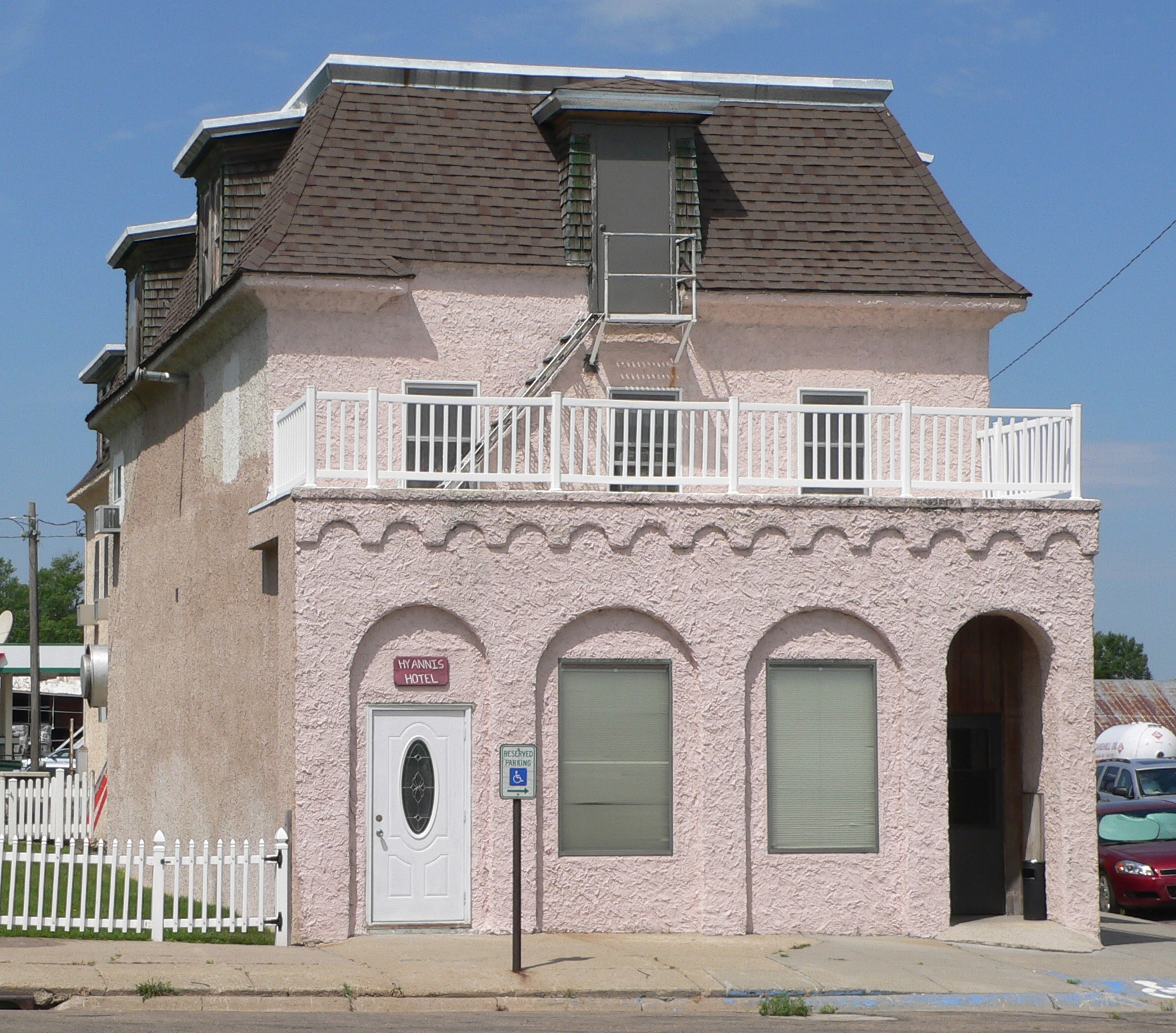
Hotel DeFair, gelistet im NRHP

Nach der Volkszählung im Jahr 2000 lebten im Grant County 747 Menschen. Davon wohnte niemand in Sammelunterkünften, die Einwohner lebten in 292 Haushalten und 226 Familien. Die Bevölkerungsdichte betrug 0,3 Einwohner pro Quadratkilometer. Ethnisch betrachtet setzte sich die Bevölkerung zusammen aus 98,8 Prozent Weißen, 0,1 Prozent amerikanischen Ureinwohnern, 0,3 Prozent Asiaten und 0,8 Prozent aus anderen ethnischen Gruppen. 1,3 Prozent der Bevölkerung waren spanischer oder lateinamerikanischer Abstammung.
Von den 292 Haushalten hatten 37,0 Prozent Kinder und Jugendliche unter 18 Jahre, die bei ihnen lebten. 67,5 Prozent waren verheiratete, zusammenlebende Paare, 6,5 Prozent waren allein erziehende Mütter, 22,6 Prozent waren keine Familien, 22,3 Prozent waren Singlehaushalte und in 8,9 Prozent lebten Menschen im Alter von 65 Jahren oder darüber. Die Durchschnittshaushaltsgröße betrug 2,56 und die durchschnittliche Familiengröße lag bei 2,98 Personen.
Auf das gesamte County bezogen setzte sich die Bevölkerung zusammen aus 29,2 Prozent Einwohnern unter 18 Jahren, 5,2 Prozent zwischen 18 und 24 Jahren, 24,4 Prozent zwischen 25 und 44 Jahren, 27,6 Prozent zwischen 45 und 64 Jahren und 13,7 Prozent waren 65 Jahre alt oder darüber. Das Durchschnittsalter betrug 40 Jahre. Auf 100 weibliche Personen kamen 114,0 männliche Personen. Auf 100 Frauen im Alter von 18 Jahren oder darüber kamen statistisch 105,8 Männer.
Das jährliche Durchschnittseinkommen eines Haushalts betrug 34.821 USD, das Durchschnittseinkommen der Familien betrug 37.011 USD. Männer hatten ein Durchschnittseinkommen von 26.319 USD, Frauen 14.417 USD. Das Prokopfeinkommen betrug 14.815 USD. 8,2 Prozent der Familien und 9,7 Prozent der Bevölkerung lebten unterhalb der Armutsgrenze. Davon waren 16,7 Prozent Kinder oder Jugendliche unter 18 Jahre und 0,0 Prozent waren Menschen über 65 Jahre.

## Orte im County
- Ashby
- Duluth
- Hyannis
- Whitman